# Abdulla al-Haza’a
Abdulla al-Haza’a (arab. عبد الله الهزاع; ur. 19 lipca 1990) – bahrajński piłkarz występujący na pozycji obrońcy w bahrajńskim klubie East Riffa oraz w reprezentacji Bahrajnu.

## Kariera reprezentacyjna

### Bahrajn U-23
W 2010 otrzymał powołanie do reprezentacji Bahrajnu U-23. Wystąpił w trzech meczach Igrzysk Azjatyckich 2010, debiutując 8 listopada 2010 w meczu przeciwko reprezentacji Wietnamu U-23 (3:1).

### Bahrajn
W 2010 otrzymał powołanie do reprezentacji Bahrajnu. Zadebiutował 19 września 2019 w meczu towarzyskim przeciwko reprezentacji Jordanii (2:0). 23 grudnia 2011 wystąpił w meczu finałowym Igrzysk Panarabskich 2011 pokonując reprezentację Jordanii (1:0) tym samym zdobywając złoty medal. 7 stycznia 2014 wystąpił w meczu o trzecie miejsce Pucharu Azji Zachodniej 2014 przeciwko reprezentacji Kuwejtu (0:0, k. 2:3), którą pokonali po serii rzutów karnych zdobywając brązowy medal. Pierwszą bramkę dla reprezentacji zdobył 5 grudnia 2019 w meczu półfinału Pucharu Zatoki Perskiej 2019 przeciwko reprezentacji Iraku (2:2, k. 3:5), którą pokonali po serii rzutów karnych.

## Statystyki

### Reprezentacyjne
(aktualne na dzień 26 sierpnia 2020)
| Reprezentacja | Rok     | Mecze | Bramki |
| ------------- | ------- | ----- | ------ |
| Bahrajn U-23  | 2010    | 3     | 0      |
| Ogólnie       | Ogólnie | 3     | 0      |
| Bahrajn       | 2010    | 2     | 0      |
| Bahrajn       | 2011    | 1     | 0      |
| Bahrajn       | 2012    | 5     | 0      |
| Bahrajn       | 2013    | 10    | 0      |
| Bahrajn       | 2014    | 11    | 0      |
| Bahrajn       | 2015    | 11    | 0      |
| Bahrajn       | 2017    | 1     | 0      |
| Bahrajn       | 2019    | 10    | 1      |
| Ogólnie       | Ogólnie | 51    | 1      |

| Mecze i gole w reprezentacji | Mecze i gole w reprezentacji | Mecze i gole w reprezentacji           | Mecze i gole w reprezentacji | Mecze i gole w reprezentacji | Mecze i gole w reprezentacji | Mecze i gole w reprezentacji |
| Reprezentacja U-23           | Reprezentacja U-23           | Reprezentacja U-23                     | Reprezentacja U-23           | Reprezentacja U-23           | Reprezentacja U-23           | Reprezentacja U-23           |
| Lp.                          | Data                         | Miejsce                                | Przeciwnik                   | Wynik                        | Gol                          | Rozgrywki                    |
| ---------------------------- | ---------------------------- | -------------------------------------- | ---------------------------- | ---------------------------- | ---------------------------- | ---------------------------- |
| 1.                           | 08.11.2010                   | Kanton, Chiny                          | Wietnam U-23                 | 3:1                          |                              | Igrzyska Azjatyckie 2010     |
| 2.                           | 10.11.2010                   | Kanton, Chiny                          | Iran U-23                    | 1:0                          |                              | Igrzyska Azjatyckie 2010     |
| 3.                           | 13.11.2010                   | Kanton, Chiny                          | Turkmenistan U-23            | 1:1                          |                              | Igrzyska Azjatyckie 2010     |
| Reprezentacja                |                              |                                        |                              |                              |                              |                              |
| Lp.                          | Data                         | Miejsce                                | Przeciwnik                   | Wynik                        | Gol                          | Rozgrywki                    |
| 1.                           | 19.09.2010                   | Az-Zarka, Jordania                     | Jordania                     | 2:0                          |                              | Mecz towarzyski              |
| 2.                           | 24.09.2010                   | Amman, Jordania                        | Iran                         | 0:3                          |                              | Puchar Azji Zachodniej 2010  |
| 3.                           | 23.12.2011                   | Doha, Katar                            | Jordania                     | 1:0                          |                              | Igrzyska Panarabskich 2011   |
| 4.                           | 18.01.2012                   | Doha, Katar                            | Szwecja                      | 0:2                          |                              | Mecz towarzyski              |
| 5.                           | 15.08.2012                   | Shijak, Albania                        | Azerbejdżan                  | 3:0                          |                              | Mecz towarzyski              |
| 6.                           | 16.10.2012                   | Abu Zabi, Zjednoczone Emiraty Arabskie | Zjednoczone Emiraty Arabskie | 6:2                          |                              | Mecz towarzyski              |
| 7.                           | 14.11.2012                   | Kuwejt (miasto), Kuwejt                | Kuwejt                       | 1:1                          |                              | Mecz towarzyski              |
| 8.                           | 20.12.2012                   | Al-Farwanijja, Kuwejt                  | Oman                         | 1:0                          |                              | Puchar Azji Zachodniej 2012  |
| 9.                           | 17.03.2013                   | Ar-Rifa, Bahrajn                       | Liban                        | 0:0                          |                              | Mecz towarzyski              |
| 10.                          | 22.03.2013                   | Ar-Rifa, Bahrajn                       | Katar                        | 1:0                          |                              | el. Pucharu Azji 2015        |
| 11.                          | 10.10.2013                   | Bangkok, Tajlandia                     | Tajlandia                    | 1:0                          |                              | Mecz towarzyski              |
| 12.                          | 15.10.2013                   | Shah Alam, Malezja                     | Malezja                      | 1:1                          |                              | el. Pucharu Azji 2015        |
| 13.                          | 09.11.2013                   | Ar-Rifa, Bahrajn                       | Liban                        | 1:0                          |                              | Mecz towarzyski              |
| 14.                          | 15.11.2013                   | Ar-Rifa, Bahrajn                       | Malezja                      | 1:0                          |                              | el. Pucharu Azji 2015        |
| 15.                          | 19.11.2013                   | Ar-Rifa, Bahrajn                       | Jemen                        | 2:0                          |                              | el. Pucharu Azji 2015        |
| 16.                          | 21.12.2013                   | Doha, Katar                            | Katar                        | 1:1                          |                              | Mecz towarzyski              |
| 17.                          | 25.12.2013                   | Doha, Katar                            | Oman                         | 0:0                          |                              | Puchar Azji Zachodniej 2014  |
| 18.                          | 28.12.2013                   | Doha, Katar                            | Irak                         | 0:0                          |                              | Puchar Azji Zachodniej 2014  |
| 19.                          | 04.01.2014                   | Doha, Katar                            | Jordania                     | 0:1                          |                              | Puchar Azji Zachodniej 2014  |
| 20.                          | 07.01.2014                   | Doha, Katar                            | Kuwejt                       | 0:0, k. 2:3                  |                              | Puchar Azji Zachodniej 2014  |
| 21.                          | 05.03.2014                   | Doha, Katar                            | Katar                        | 0:0                          |                              | el. Pucharu Azji 2015        |
| 22.                          | 09.09.2014                   | Kuwejt (miasto), Kuwejt                | Kuwejt                       | 0:1                          |                              | Mecz towarzyski              |
| 23.                          | 14.10.2014                   | Ar-Rifa, Bahrajn                       | Irak                         | 0:0                          |                              | Mecz towarzyski              |
| 24.                          | 02.11.2014                   | Ar-Rifa, Bahrajn                       | Korea Północna               | 2:2                          |                              | Mecz towarzyski              |
| 25.                          | 07.11.2014                   | Ar-Rifa, Bahrajn                       | Singapur                     | 2:0                          |                              | Mecz towarzyski              |
| 26.                          | 13.11.2014                   | Rijad, Arabia Saudyjska                | Jemen                        | 0:0                          |                              | Puchar Zatoki Perskiej 2014  |
| 27.                          | 16.11.2014                   | Rijad, Arabia Saudyjska                | Arabia Saudyjska             | 3:0                          |                              | Puchar Zatoki Perskiej 2014  |
| 28.                          | 19.11.2014                   | Rijad, Arabia Saudyjska                | Katar                        | 0:0                          |                              | Puchar Zatoki Perskiej 2014  |
| 29.                          | 30.12.2014                   | Geelong, Australia                     | Arabia Saudyjska             | 4:1                          |                              | Mecz towarzyski              |
| 30.                          | 19.01.2015                   | Sydney, Australia                      | Katar                        | 1:2                          |                              | Puchar Azji 2015             |
| 31.                          | 26.03.2015                   | Ar-Rifa, Bahrajn                       | Kolumbia                     | 0:6                          |                              | Mecz towarzyski              |
| 32.                          | 30.03.2015                   | Ar-Rifa, Bahrajn                       | Filipiny                     | 2:1                          |                              | Mecz towarzyski              |
| 33.                          | 30.05.2015                   | Ar-Rifa, Bahrajn                       | Oman                         | 0:0                          |                              | Mecz towarzyski              |
| 34.                          | 05.06.2015                   | Bangkok, Tajlandia                     | Tajlandia                    | 1:1                          |                              | Mecz towarzyski              |
| 35.                          | 11.06.2015                   | Bulacan, Filipiny                      | Filipiny                     | 2:1                          |                              | el. MŚ 2018                  |
| 36.                          | 03.09.2015                   | Ar-Rifa, Bahrajn                       | Korea Północna               | 0:1                          |                              | el. MŚ 2018                  |
| 37.                          | 08.09.2015                   | Doha, Katar                            | Jemen                        | 0:4                          |                              | el. MŚ 2018                  |
| 38.                          | 08.10.2015                   | Ar-Rifa, Bahrajn                       | Uzbekistan                   | 0:4                          |                              | el. MŚ 2018                  |
| 39.                          | 13.10.2015                   | Ar-Rifa, Bahrajn                       | Filipiny                     | 2:0                          |                              | el. MŚ 2018                  |
| 40.                          | 17.11.2015                   | Pjongjang, Korea Północna              | Korea Północna               | 2:0                          |                              | el. MŚ 2018                  |
| 41.                          | 18.12.2017                   | Ar-Rifa, Bahrajn                       | Kuwejt                       | 0:0                          |                              | Mecz towarzyski              |
| 42.                          | 04.08.2019                   | Irbil, Irak                            | Jordania                     | 0:1                          |                              | Puchar Azji Zachodniej 2019  |
| 43.                          | 10.08.2019                   | Irbil, Irak                            | Kuwejt                       | 0:1                          |                              | Puchar Azji Zachodniej 2019  |
| 44.                          | 05.09.2019                   | Ar-Rifa, Bahrajn                       | Irak                         | 1:1                          |                              | el. MŚ 2022                  |
| 45.                          | 10.09.2019                   | Phnom Penh, Kambodża                   | Kambodża                     | 0:1                          |                              | el. MŚ 2022                  |
| 46.                          | 09.10.2019                   | Ar-Rifa, Bahrajn                       | Azerbejdżan                  | 2:3                          |                              | Mecz towarzyski              |
| 47.                          | 15.10.2019                   | Ar-Rifa, Bahrajn                       | Iran                         | 1:0                          |                              | el. MŚ 2022                  |
| 48.                          | 14.11.2019                   | Hongkong                               | Hongkong                     | 0:0                          |                              | el. MŚ 2022                  |
| 49.                          | 19.11.2019                   | Amman, Jordania                        | Irak                         | 0:0                          |                              | el. MŚ 2022                  |
| 50.                          | 30.11.2019                   | Doha, Katar                            | Arabia Saudyjska             | 0:2                          |                              | Puchar Zatoki Perskiej 2019  |
| 51.                          | 05.12.2019                   | Doha, Katar                            | Irak                         | 2:2, k. 3:5                  | Gol                          | Puchar Zatoki Perskiej 2019  |

## Sukcesy

### East Riffa Club
- Mistrzostwo Bahraini Second Division (1×): 2013/2014
- Puchar Króla Bahrajnu (1×): 2014
- Superpuchar Bahrajnu (1×): 2014

### Reprezentacyjne
- Igrzyska panarabskie (1×): 2011
- Puchar Zatoki Perskiej (1×): 2019
- Puchar Azji Zachodniej (1×): 2014